# Ganbaataryn Tögsbajar
Ganbaataryn Tögsbajar (kyrilliska: Ганбаатарын Төгсбаяр) född 13 maj 1985, är en före detta mongolisk fotbollsspelare som spelade (anfallare) för bland annat Selenge Press Ulan Bator och mongoliets landslaget.